# Sin mirar atrás (álbum)
Sin mirar atrás es el nombre del cuarto álbum de estudio grabado por el cantante español David Bisbal. Fue lanzado al mercado por las empresas discográficas Universal Music Spain e  Universal Music Latino el 20 de octubre de 2009 en España, Latinoamérica y Estados Unidos. El 29 de abril de 2010 sale al mercado en Francia, Países Bajos y Bélgica.
El disco ha sido grabado en Madrid, Miami, Los Ángeles, México D. F., Bratislava, Londres, Estocolmo y São Paulo. Cuenta con colaboraciones como las de la Orquesta Sinfónica de Bratislava en  Sueños rotos y Cuando hacemos el amor, las de Juan Carmona y Antonio Carmona a la guitarra y al cajón flamenco en Besos de tu boca y la de la artista británica Pixie Lott a dúo en Sufrirás. 
En su primer día de lanzamiento, Sin mirar atrás se convirtió en doble disco de platino en España y nº 1 en iTunes en España, Estados Unidos y México.

## Lista de canciones
| Edición estándar |                                           |                                                                                  |          |  |
| N.º              | Título                                    | Escritor(es)                                                                     | Duración |  |
| 1.               | «Esclavo de sus besos»                    | José Abraham, Juanma Leal                                                        | 3:59     |  |
| 2.               | «Dame tu amor»                            | José Abraham                                                                     | 3:01     |  |
| 3.               | «Si falta el aire»                        | David Santisteban, Esmeralda Grao                                                | 3:14     |  |
| 4.               | «Sin mirar atrás»                         | Claudio Lozano                                                                   | 3:31     |  |
| 5.               | «Besos de tu boca»                        | David Bisbal, Amaury Gutiérrez                                                   | 3:27     |  |
| 6.               | «Sueños rotos»                            | David Bisbal, Yoel Henríquez                                                     | 3:59     |  |
| 7.               | «Al Andalus»                              | David Bisbal, Antonio Rayo, Rafael Vergara                                       | 3:58     |  |
| 8.               | «Cuando hacemos el amor»                  | David Bisbal, David Palau                                                        | 4:56     |  |
| 9.               | «El ruido»                                | Vega                                                                             | 3:58     |  |
| 10.              | «24 horas»                                | Espinoza Paz                                                                     | 3:40     |  |
| 11.              | «Antes o después»                         | David Bisbal, Antonio Rayo, Rafael Vergara                                       | 3:51     |  |
| 12.              | «Mi princesa»                             | David Bisbal, Amaury Gutiérrez                                                   | 3:22     |  |
| 13.              | «Sufrirás (con Pixie Lott) (Bonus Track)» | Dimitri Stassos / Måns Zelmerlöw / Linda Sundblad - Adaptación: Christian Zalles | 3:26     |  |

| 24 Horas + Edition - Bonus Tracks |                                                 |          |  |
| N.º                               | Título                                          | Duración |  |
| 12.                               | «24 Horas» (con Espinoza Paz)                   | 3:42     |  |
| 13.                               | «24 Horas» (Balada version) (con Espinoza Paz)) | 3:32     |  |
| 14.                               | «24 Horas» (Banda versión) (con Espinoza Paz))  | 3:30     |  |

| Deluxe Edition |                             |          |  |
| N.º            | Título                      | Duración |  |
| 1.             | «Esclavo de sus Besos»      | 3:57     |  |
| 2.             | «Mi princesa»               | 3:22     |  |
| 3.             | «Dame tu amor»              | 3:01     |  |
| 4.             | «Sin mirar atrás»           | 3:31     |  |
| 5.             | «Besos de tu boca»          | 3:27     |  |
| 6.             | «Si falta el aire»          | 3:15     |  |
| 7.             | «Sueños rotos»              | 3:59     |  |
| 8.             | «Al Andalus»                | 3:58     |  |
| 9.             | «Antes o después»           | 3:50     |  |
| 10.            | «24 horas»                  | 3:40     |  |
| 11.            | «Cuando hacemos el amor»    | 4:56     |  |
| 12.            | «El ruido»                  | 3:58     |  |
| 13.            | «Sufrirás» (con Pixie Lott) | 3:26     |  |
| 14.            | «Juro que te amo»           | 3:47     |  |

| Edición especial Estados Unidos - Bonus DVD |                                          |          |  |
| N.º                                         | Título                                   | Duración |  |
| 15.                                         | «Esclavo de sus besos» (Music video)     | 3:42     |  |
| 16.                                         | «Sufrirás» (Making of (with Pixie Lott)) | 3:01     |  |

| Edición especial España - Bonus DVD |                                         |          |  |
| N.º                                 | Título                                  | Duración |  |
| 15.                                 | «Esclavo de sus besos» (Music video)    | 3:44     |  |
| 16.                                 | «Esclavo de sus besos» (Making of)      | 3:06     |  |
| 17.                                 | «Mi princesa» (Music video)             | 3:22     |  |
| 18.                                 | «Mi princesa» (Making of)               | 3:21     |  |
| 19.                                 | «Photo Gallery»                         | 2:37     |  |
| 20.                                 | «Entrevista con David Bisbal»           | 8:16     |  |
| 21.                                 | «Sin mirar atrás» (Making of)           | 8:12     |  |
| 22.                                 | «Sufrirás» (Making of) (con Pixie Lott) | 3:03     |  |
| 23.                                 | «Buen camino» (Documentañ)              | 27:36    |  |

## Certificaciones
| Gráfico (2009)       | Posición |
| -------------------- | -------- |
| Mexican Albums Chart | 17       |
| Dutch Albums Chart   | 81       |
| Spanish Albums Chart | 1        |
| Swiss Music Charts   | 81       |
| US Top Latin Albums  | 1        |
| US Latin Pop Albums  | 1        |
| US Billboard 200     | 119      |